# 강원특별자치도교육청진로교육원
강원특별자치도교육청진로교육원(江原特別自治道敎育廳進路敎育院)은 진로교육 종합 지원체제를 구축하여 청소년에게 다양하고 질 높은 진로탐색의 기회를 제공하고, 행복한 삶을 꾸려갈 수 있는 미래 인재를 육성하기 위하여 대한민국 강원특별자치도교육청 산하에 설치된 소속기관이다.